# Reithrodontomys
Reithrodontomys és un gènere de rosegadors de la família dels cricètids. Conté una vintena d'espècies.
Tenen una llargada de cap a gropa de 5–15 cm, la cua de 5–11 cm i un pes de 6–20 g. El pelatge de la part superior és de color marró vermellenc fins a gris o negre, mentre que la part inferior és de color blanc o gris clar. La cua és prima i té pocs pèls. Les orelles són grosses.
La seva distribució va des del sud del Canadà, passant pels Estats Units d'Amèrica i Mèxic, fins a Colòmbia i l'Equador. La majoria d'espècies viuen a herbassars, però algunes també habiten zones seques i selves pluvials. Reithrodontomys és actiu de nit i s'alimenta de llavors, brots i, de vegades, insectes.